# Sint-Joris en de draak (Gouda)
Sint-Joris en de draak is een monument in Gouda ter herinnering aan slachtoffers van de Tweede Wereldoorlog.

## Achtergrond
Het oorlogsmonument is een reliëf, gemaakt door de beeldhouwer Oswald Wenckebach. Het werd geplaatst in een blinde raam aan de gevel van het stadhuis van Gouda en op 4 mei 1948 onthuld.

## Beschrijving
Het reliëf is opgebouwd uit vijf blokken natuursteen en toont een geharnaste Sint-Joris, met in zijn linkerhand een schild en in zijn rechterhand een zwaard. Hij staat wijdbeens over een draak die zijn kop opheft. Boven in het reliëf is de Zon van gerechtigheid afgebeeld. Op het onderste blok is een inscriptie aangebracht:

1940-1945
GOUDA HERDENKT ZYN MANNEN EN VROUWEN DIE STIERVEN
IN DEN STRYD TEGEN DEN OVERWELDIGER 
TWEE SNEUVELDEN ALS SOLDAAT IN MEI 1940
IN HET VERZET VIELEN
W.M. BOELHOUWER W.J. DERCKSEN A. DE BYKE
W. IDENBURG A. DE KORTE A. NIEUWENHUYSEN H.L. VAN ROYEN
ACHTTIEN KEERDEN NIET TERUG UIT GEVANGENIS OF CONCENTRATIEKAMP
ZES EN VEERTIG STIERVEN BY BOMBARDEMENTEN DER STAD
HONDERD ZEVEN EN DERTIG JOODSCHE INGEZETENEN WERDEN
WEGGEVOERD EN OM HET LEVEN GEBRACHT
ZESTIG BURGERS VAN DE TWEE EN TWINTIGHONDERD DIE GEDWONGEN
VOOR DE VYAND MOESTEN WERKEN KEERDEN NIET WEER
IN DEN HONGERWINTER STEEG DE STERFTE TOT HET DRIEVOUDIGE
TOEN HET WATER TOT DE LIPPEN WAS GEREZEN GAF GOD ONS
DE BEVRYDING.

De tekst is van de dichter Jan Engelman

## Namenlijst
Op 5 mei 2022 werden twee glaspanelen onthuld. Op de panelen staan de namen van alle gesneuvelde en vermoorde Gouwenaars. De panelen hangen onder het oorlogsmonument. Op de muur van het stadhuis hing al eerder een lijst. De oude lijst telde zo'n 146 namen. Na jaren onderzoek werden meer dan 500 namen van Goudse slachtoffers gevonden. Deze staan nu op de nieuwe lijst. Op de laatste regel staat: ...en niet bij name bekende stadgenoten.

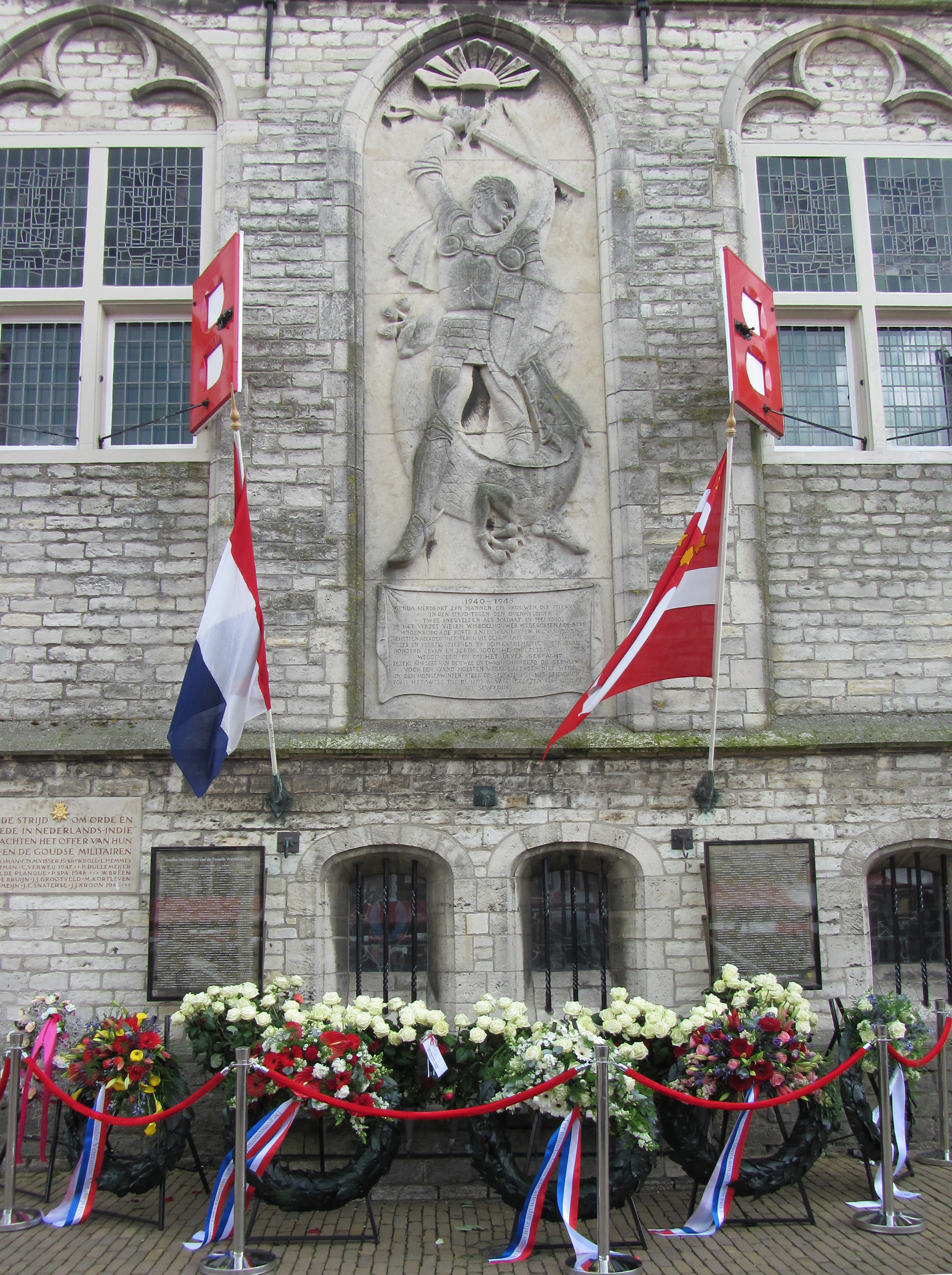
Monument in mei 2024
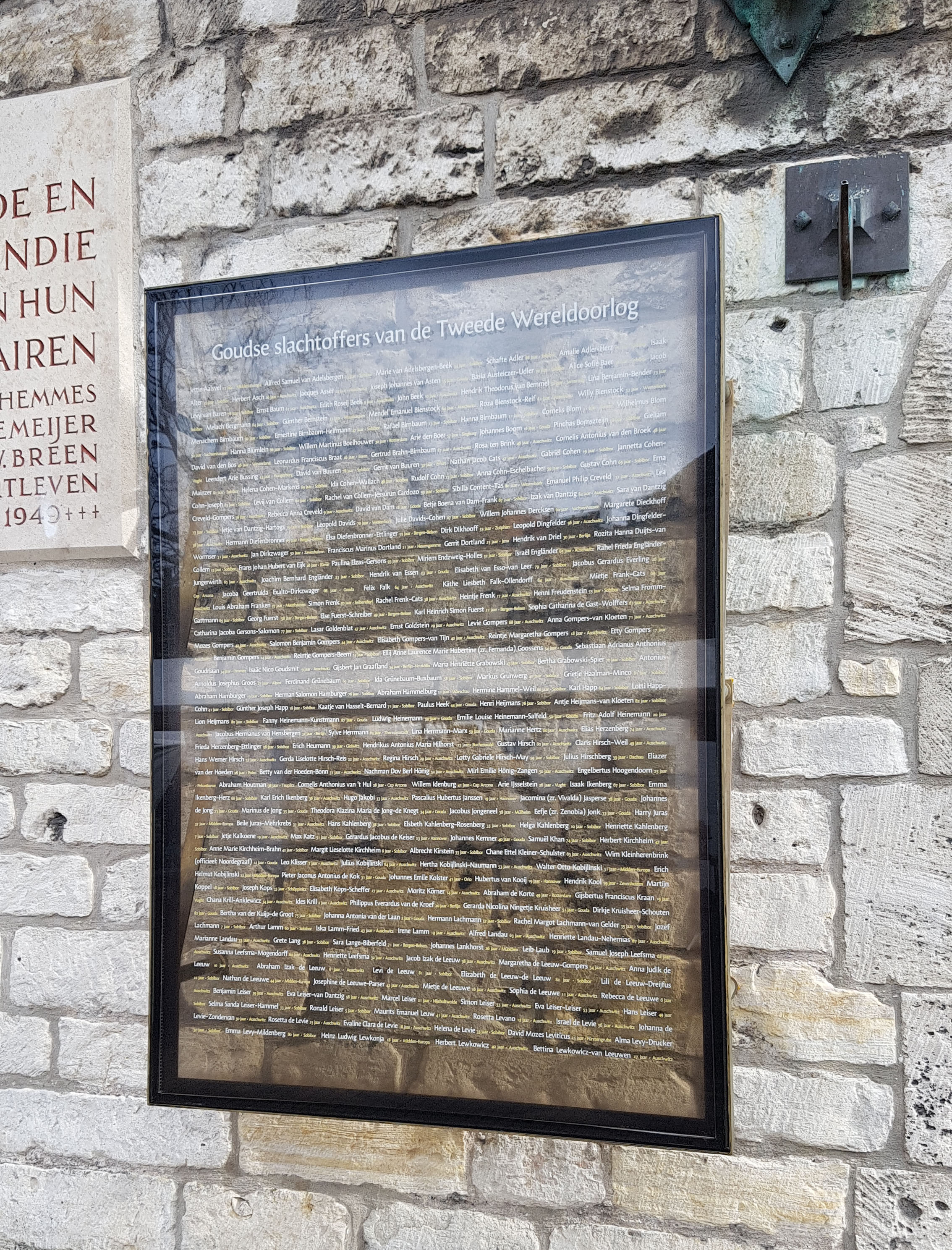
Namenlijst linkerpaneel
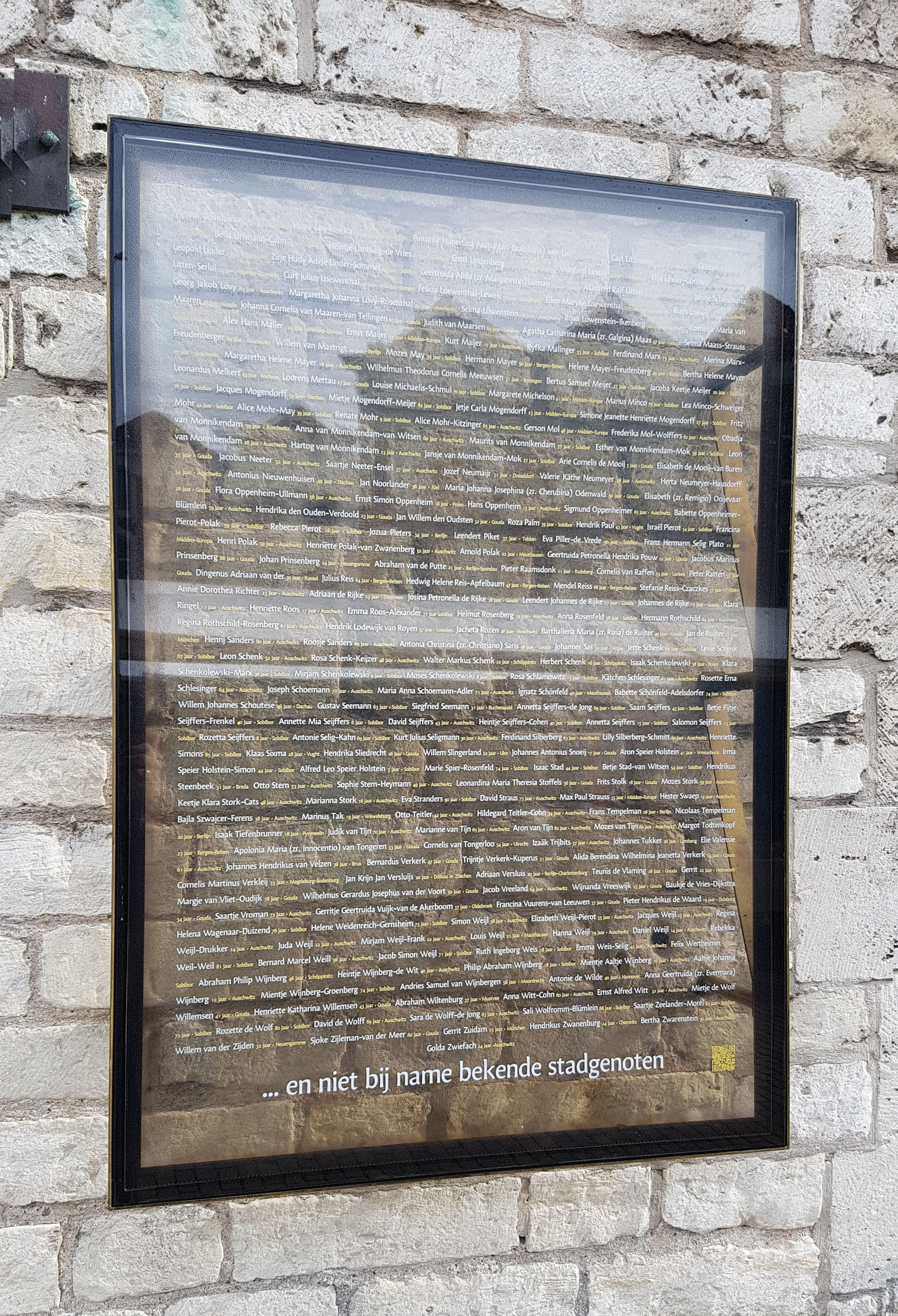
Namenlijst rechterpaneel